# 心房顫動
心房顫動（atrial fibrillation，A-fib）又稱心房纖顫、心房纖維性顫動、房性纖顫，简称房顫（Af，AF），是各种病理原因导致不规则的心房激动，其节律不整齐且心房失去有效的收缩功能；属于一种心律不整。
房颤最常见的频率是心房产生不规则的250~600次/分心房激动，造成的心室收缩快且不规则，可达100～160次/分。
心房顫動依心率快慢，分为快速心室反应（Af with RVR）、常速心室反应（Af with NVR）、慢速心室反应（Af with SVR）。
心房顫動依持續時間長短分為三種，陣發性、持續性及永久性。
- 陣發性（Paroxysmal）心房顫動，時有時無，持續時間不超過七天。
- 持續性（Persistent）心房顫動，持續時間超過七天，但仍可以藥物或電擊整流回復正常心律者。
- 永久性（Permanent）心房顫動，持續超過一年以上，無法以藥物或電擊整流回復正常心律者[12]。

心房顫動一開始發生時持續的時間可能相當短暫，但發作時間有可能越來越長、甚至不會緩解。大部分發作時沒有症狀，有時病患會感覺到心悸、昏厥、呼吸困難、胸痛 。心房顫動會增加心臟衰竭、失智症和中風的危險性。
心房顫動是臨床上最常見的心律不整，患者每年有5%的風險誘發中風，心臟瓣膜房顫患者中風的風險甚至更高。抗凝藥物，如香豆素、阿司匹林、华法林、達比加群酯用於中風預防。

## 病因與診斷
高血壓和瓣膜性心臟病是造成心房顫動的兩個最常見危險因子。其他和心臟相關、也會增加得到心房顫動的危險因子還有：心臟衰竭、冠狀動脈疾病、心肌症和先天性心臟病。在发展中國家，瓣膜性心臟病多半是因為風溼熱所造成。和肺臟相關而會增加得到心房顫動的危險因子有：慢性阻塞性肺病、肥胖症和睡眠呼吸中止症。其他危險因子尚有：過量飲酒、糖尿病、甲狀腺功能亢進症。然而，一半以上心房顫動的病人並沒有上述所說的危險因子。當摸到紊亂的脈搏時可以推測可能患有此疾病，但確切診斷要靠心電圖 ，心電圖上會看到不規則的心室節律及找不到代表心房節律的P波。

## 風險
心房顫動會造成血液流動不佳，因此心房內的血液會較容易凝結，在心房內產生血栓、血塊，當血塊隨血液循環流至腦部時，便會堵住腦動脈，進而造成腦中風。根據研究顯示，有心房顫動的患者其腦中風的可能性是正常人5倍，且因心房顫動所造成的中風，復發率高、預後也較差。另，統計顯示，每20位心房顫動患者就有1位會在一年內發生中風 。因此，對於心房顫動患者而言，如何有效預防中風發生是相當重要的問題。心房顫動病患罹患中風的機率較一般人高，其中有約79%的心房顫動病患，終其一生約有16%的風險會發生中風。
然而，心房顫動病患的中風風險並不相同。目前大多數使用CHA2DS2-VASc分數系統來評估，分數範圍從0分到9分，分數越高，表示每年的中風風險越高。許多研究及指南皆建議，醫生應治療CHA2DS2-VASc分數為2或更高分的患者，且大部分都應接受抗凝藥物的治療，來預防並降低中風的發生風險。此外，由於病人的病況會隨時間改變，應經常評估病人的CHA2DS2-VASc分數，了解中風風險。
| CHA2DS2-VASc 分數系統 |                                   |                |
| C                     | 心臟衰竭 Congestive heart failure | 有：+1分       |
| H                     | 高血壓 Hypertension               | 有：+1分       |
| A2                    | 年齡 Age                          | ≧75歲：+2分    |
| D                     | 糖尿病 Diabetes                   | 有：+1分       |
| S2                    | 中風Stroke/ TIA /血栓栓塞史       | 有：+2分       |
| V                     | 血管疾病 Vascular disease         | 無：0 有：+1分 |
| A                     | 年齡 Age                          | 65-74歲：+1分  |
| Sc                    | 性別                              | 女性：+1分     |

此外，心房顫動病患有較高的比例會發生二次中風（Secondary Stroke）。依據國際試驗顯示，13.2%的心房顫動病患在中風後一年內發生二次中風；在一次中風後確診心房顫動的患者有10.9%發生二次中風。

## 治療
心房顫動的治療一般是用藥物將心跳速度降至接近正常的範圍（此治療策略稱為速度控制）或是用藥物將不規則的心律整流為正常的竇房節律（此策略稱為心律控制）。電極心臟整流可用於將心律整流為正常的竇房節律，當病人生命徵象不穩定時常使用這個方法。射頻燒灼術可用於防止心房顫動的再發。
整體而言，心房顫動患者中風的風險是一般人的2-7倍，使用华法林可以預防患者發生中風的機率達70%，相較於阿斯匹林的20%有更顯著的效果。不過根據2018年歐洲心律學會 （EHRA）治療指引建議，新型口服抗凝血劑的治療更優於华法林；現在有新型抗凝血劑包括達比加群、 Rivaroxaban、阿哌沙班、Edoxaban，這些新型口服抗凝血劑經大型臨床試驗都證實其預防中風的效果不亞於傳統口服抗凝血劑，而且造成顱內出血的風險明顯降低，服藥患者如果突然遇到車禍、跌倒、大量出血等需要進行緊急手術時，目前部分新型口服抗凝血劑已有專一反轉劑上市，如Idarucizumab，可以迅速恢復凝血功能而讓病人接受手術。

## 流行病學與歷史
心房顫動是最常見之引發異常心臟跳動的原因。依據2014-2016年的調查估計，中國人口中約有1.8%受心房顫動影響，且罹患心房顫動的機率隨著年紀增長而增加。全球疾病負擔（Global Burden of Disease, ）估計2016年時，全球約有4630萬的心房顫動患者。
而在開發中國家，男性約有0.6 %患有此一疾病，而約有0.4%女性人口，亦受到心房顫動的困擾。患有心房顫動的人口比例隨著年紀而增加，50歲以下的人口，僅有0.14%；而60至70歲的年齡層，則提升為4%；而一旦超過80歲，則超過14 %的年長者會有心房顫動的問題。據統計，心房顫動和心室纖維顫動在1990年造成約29,000死亡病例，而至2018年，175,326位病患因心房顫動而死亡。而歷史上首次記錄脈搏異常的報告出自1749年法國外科醫生尚巴提·德·塞納；而首次利用心電圖記錄心房顫動過程者則是1909年，由英國的湯瑪斯·路易斯爵士所完成。

## 外部連結
- 社團法人中華民國心律醫學會衛教資訊網 （页面存档备份，存于）
- 學會會訊:台灣腦中風學會  （页面存档备份，存于）